# Турдион
Турдион (итал. Tordiglione, фр. Tourdion, Tordion) — энергичный танец, распространённый в XV и начале XVI века в Бургундии. В Италии этот танец называется тордильоне (итал. tordiglione). Турдион похож на танец гальярда, но описывается как более быстрый и плавный. Пьер Аттеньян сделал турдион популярным, опубликовав его ноты. Туано Арбо позже внёс информацию о турдионе в свою работу «Орхезография», опубликованную в 1589 году.